# Lancaster University
Lancaster University, oficiálně The University of Lancaster, je britská univerzita v městě Lancaster, Lancashire, Anglie.

## Historie
Univerzita byla založena Royal chartou v roce 1964 a původně se sídlem v bráně svatého Leonarda do přemístění na účelový 300akrový areál ve čtvrti Bailrigg v roce 1968.